# Kräutermundart

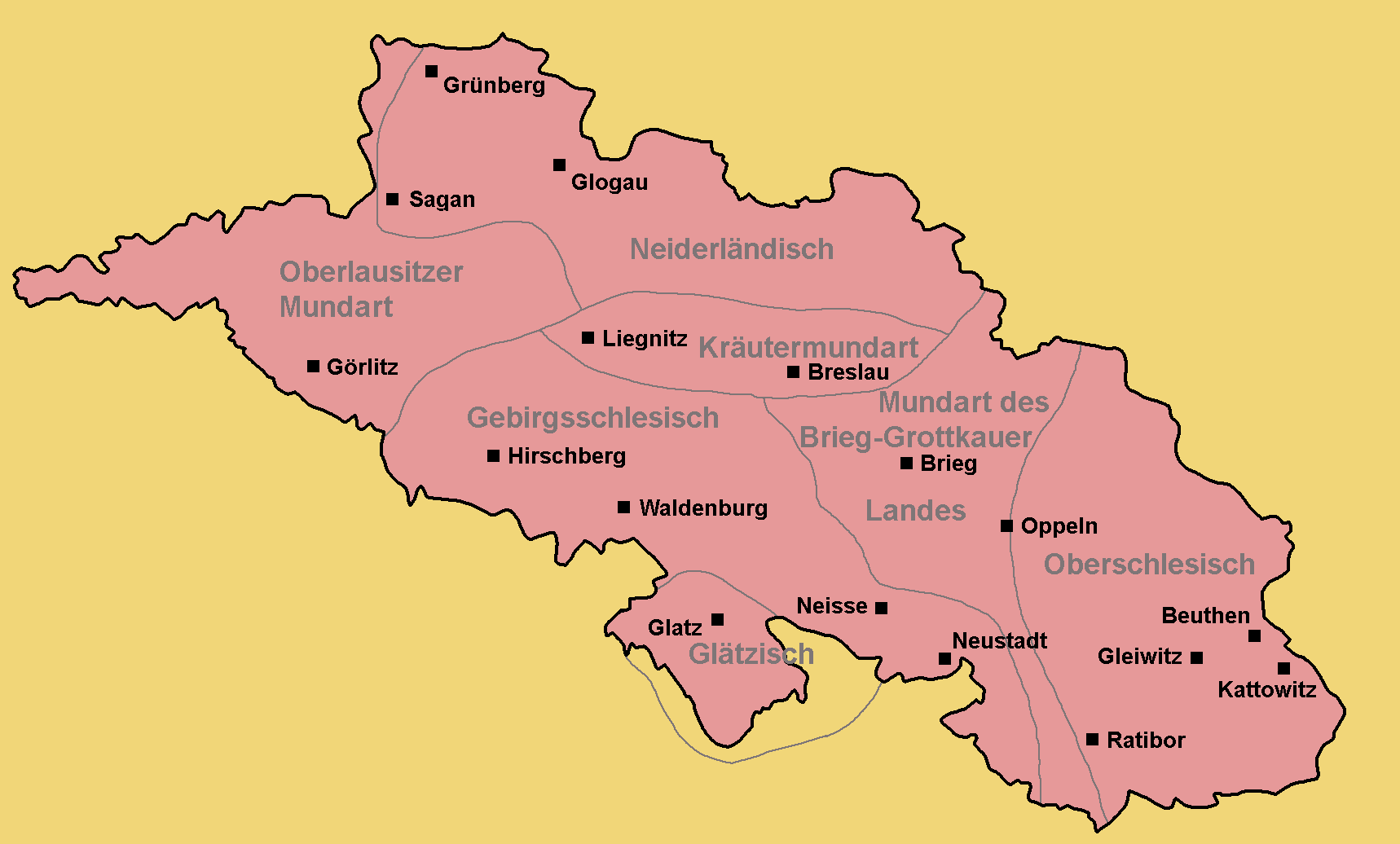
Mundarten (des Schlesischen) in Schlesien

Der Kräutermundart, auch Neumarkter Platt genannt ist ein schlesischer Dialekt des Ostmitteldeutschen, der in Niederschlesien gesprochen wurde.
In den Kreisen Breslau, Neumarkt, Liegnitz, Lüben, Goldberg-Haynau liegt zwischen Oberlausitzisch, Neiderländisch, Gebirgsschlesisch und Brieg-Grottkauer Mundart das Gebiet der Kräutermundart, die ihren Namen von den um Breslau sitzenden Krautbauern hat. In ihrem südlichen Teil gilt noch das "a" und "la" der Gebirgsmundart: Beissa, Tippla; der größere Teil aber hat hier "en", "el". Man spricht hier schon: Schnēte, Schtōbe.